# (1212) Франсетта
(1212) Франсетта лат. Francette — небольшой астероид внешней части главного пояса, который был обнаружен 3 декабря 1931 года французским астрономом Луи Буайе (Louis Boyer), работавшим тогда в Алжирской обсерватории.
Астероид получил название по имени жены его первооткрывателя. Время обращения астероида вокруг Солнца составляет 7,842 года.